# Cognición animal
El estudio de la cognición animal es una disciplina que se ocupa de las capacidades mentales de los animales no humanos (en lo sucesivo, animales). Estudia los procesos mediante los cuales un animal recibe información de su entorno a través de sus sentidos y la procesa. Se ha desarrollado a partir de la psicología comparada, pero con grandes influencias de la etología, la ecología del comportamiento y la psicología evolucionista. El nombre alternativo de etología cognitiva se utiliza a veces  como nueva formulación de lo que se conocía como inteligencia animal.
La investigación en cognición animal se realiza en su mayoría sobre mamíferos, especialmente primates, cetáceos y elefantes, así como perros, gatos, mapaches y roedores. En las últimas décadas, sin embargo, han aumentado considerablemente los estudios sobre  aves (loros, cuervos y palomas). Se bromea con que ha surgido una sana rivalidad entre primatólogos y ornitólogos en relación con las facultades mentales de sus objetos de estudio. También se hacen experimentos con reptiles (lagartos, serpientes),  peces, incluso con invertebrados (cefalópodos, arañas e insectos).

## Historia
Ya en la antigüedad, los pensadores mantenían desacuerdos con respecto a las capacidades mentales de los animales. Aristóteles, aunque sin negar la naturaleza biológica que el hombre tiene en común con los animales, decía que solo el hombre es racional, y que este hecho se manifiesta en su lenguaje, que le permite hablar de lo justo y lo injusto. Descartes fue más lejos, afirmando que la única diferencia entre las máquinas y los animales es la complejidad de los mecanismos. Es decir, los animales eran para él, al no tener alma, lo que hoy llamaríamos robots. No todos los filósofos estaban de acuerdo con él. Voltaire opinaba que los animales tienen ideas, memoria e inteligencia. Según él, si los animales  fueran meras máquinas, esto sería una razón de más para pensar que también el hombre lo es. Hume lo expresó con más convicción aún:

Ninguna verdad me parece más evidente que el hecho de que las bestias están dotadas de pensamiento y razón al igual que el hombre. Los argumentos al respecto son tan obvios que no escapan ni al más estúpido e ignorante.
 Hume, Tratado sobre la naturaleza humana, 1740).

En una de las fábulas de Esopo, del siglo VI a. C., titulada "El cuervo y el jarrón", el ave echa piedras en un jarrón para hacer subir el nivel de agua y poder beber de él, exhibiendo un comportamiento del que hay testimonios recientes. En efecto, en estos experimentos, los córvidos mostraron que comprendían el desplazamiento del agua al nivel de un niño de 5 a 7 años, distinguiendo entre objetos más o menos pesados y con mayor o menor volumen. 
En el siglo XIX el naturalista  Charles Darwin contempla la inteligencia animal y el acercamiento a la estructura del hombre.
En la mayor parte del siglo XX, la aproximación predominante a la psicología animal fue experimentar sobre la inteligencia en animales mediante procesos de aprendizaje simples (como condicionamiento clásico y condicionamiento instrumental).  Esta metodología es la del así llamado conductismo (en inglés, behaviourism), una rama de la psicología de la cual el principal exponente fue B.F.Skinner, y que se proponía estudiar la conducta (de animales y humanos) de forma objetiva, sin recurrir a conceptos como alma o mente. Unas décadas antes, el premio Nobel Iván Pavlov ya se había centrado en estudios de esta índole, caracterizados por el lema estímulo - respuesta. Su experimento con el perro que saliva anticipando la comida, y que lleva su nombre, lo convirtió en uno de los psicólogos animales más conocidos entre el público en general.
Sin embargo, ya en esa época hubo otros investigadores del comportamiento animal que le daban más valor a las observaciones, sin intervención del humano, que a los experimentos. Entre ellos figura Konrad Lorenz, considerado, junto con  Karl R. von Frisch y Niko Tinbergen (todos ellos premio Nobel) como padre de la etología, la ciencia que se ocupa expresamente de la conducta animal, independizándose de la psicología. 
La siguiente generación de etólogos parte de la convicción  de que los animales tienen mente. Están entre ellos John Lilly, neurocientífico y psicoanalista dedicado, sobre todo, a los delfines; Donald Griffin, quien descubrió la ecolocalización de los murciélagos; Frans de Waal, conocido por sus estudios sobre los chimpancés. 
La cognición animal fue impulsada, en parte, por los numerosos estudios de campo a largo plazo que comenzaron a desarrollarse en esas décadas, especialmente sobre primates: Jane Goodall, Biruté Galdikas y Dian Fossey observaron respectivamente chimpancés, orangutanes y gorilas de montaña  en libertad. También hubo algunos  intentos  controvertidos de criar chimpancés en familias humanas y de enseñarles un lenguaje humano de signos, u otro código de comunicación mediante símbolos abstractos. La gorila Koko, adoptada por Francine Patterson,  fue uno de los simios con los que se lograron mejores resultados en cuanto a su uso y comprensión del lenguaje de signos (concretamente el Ameslan, lengua de signos de los sordomudos estadounidenses) y la comprensión del inglés hablado. 
En lo que respecta a las aves, el experimento más notable relacionado con las facultades cognitivas ha sido ALEX (Avian Learning EXperiment), cuyo sujeto experimental  Alex (loro), un loro gris africano  adiestrado por Irene Pepperberg, llegó a comunicarse de manera elemental en inglés hablado, demostrando que  entendía conceptos como color, tamaño, ninguno.

## Métodos

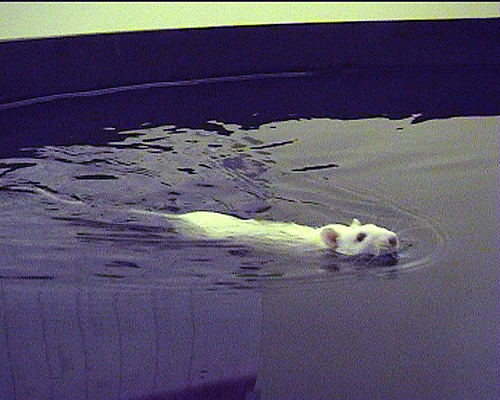
Rata nadando en laberinto acuático de Morris.

Si bien la investigación en cognición animal continúa usando algunas de las técnicas establecidas en psicología comparativa y en análisis experimental del comportamiento, como laberintos y cajas de Skinner, la aceleración que ha experimentado este campo de estudio en los últimos 50 años ha dado lugar a una notable expansión en cuanto a variedad de especies y métodos empleados. Lo más llamativo ha sido el comportamiento de animales de grandes cerebros, como los primates y cetáceos, pero todo tipo de animales (aves, peces, hormigas, abejas y demás) han entrado en los laboratorios o han sido observados en estudios de campo sometidos a un atento control. En el laboratorio, los animales mueven palancas, tiran de cuerdas, cavan en busca de comida, nadan en pequeños laberintos o responden a imágenes que se proyectan en pantallas de ordenador, en el marco de experimentos de discriminación, atención, memoria o categorización. En los estudios de campo se ha prestado atención al empleo de escondites de alimento,a  la orientación por las estrellas, la comunicación con congéneres y mucho más. Cada vez está habiendo más contactos con investigadores de disciplinas relacionadas, como la etología, la ecología del comportamiento y las neurociencias del comportamiento.
Se caracteriza por un alto número de proyectos a muy largo plazo, como los de aprendizaje de lenguaje por los primates Washoe y Nim Chompsky, la serie de estudios de Irene Pepperberg con el loro gris africano Alex, el trabajo de Louis Herman con delfines mulares, y los estudios de memoria a largo plazo en palomas en los que las aves demostraban recordar dibujos durante periodos de varios años.
Algunos estudios cognitivos requieren del manejo del comportamiento animal y del uso de condicionamiento operante para facilitar el entrenamiento del animal. En general, para conseguir la formación del concepto en el animal se necesitan técnicas de generalización, para que así el animal responda apropiadamente a un nuevo estímulo en el que el aprendizaje asociativo no puede explicar el comportamiento de respuesta. Otros investigadores han usado con eficacia la metodología de Jean Piaget, escogiendo cometidos que los niños dominan en distintos estados del desarrollo e investigando cuáles de ellos podían realizar los individuos de otras especies. Por otro lado, ha habido quienes se han inspirado en asuntos de bienestar animal y manejo de las especies domésticas: Temple Grandin aparejó su habilidad única en bienestar animal y trato ético de los animales de granja para destacar las similitudes entre humanos y animales.

## Temas de estudio
Dada la amplitud del campo de estudio de la cognición animal en la búsqueda de analogías animales a procesos cognitivos humanos, se intenta que las áreas de estudio sigan más o menos el esquema desarrollado en la psicología cognitiva humana. Sin embargo, el progreso en las diferentes áreas es muy variable.

### Atención
Se centra en la habilidad de los animales para distribuir la atención en las distintas propiedades de un estímulo. Al igual que los humanos, al distribuir la atención entre las características del estímulo se reduce la capacidad de detectar las diferencias entre ellas, aunque hay algunas actividades de búsqueda visual ecológicamente relevantes en las que algunas especies particulares muestran habilidades notables (las palomas tienen una capacidad extraordinaria para distinguir el grano del sustrato).

### Categorización
Siguiendo la investigación pionera de Richard Herrnstein, ha habido una gran cantidad de estudios sobre la habilidad de las aves para distinguir entre categorías de estímulos, incluyendo tipos de  categorías mal definidas usadas en el lenguaje humano cotidiano. Se ha visto que las aves aprenden este tipo de tarea fácilmente y transfieren las respuestas correctas a los nuevos casos de categorías. En los años 60, Herrnstein entrenó a palomas para que respondieran a la presencia o ausencia de seres humanos en fotografías.La fuente citada no dice eso. Las aves aprendieron rápidamente a picotear las fotos en las que se podía distinguir a personas, tanto si aparecían a cuerpo completo o sólo fotografiadas parcialmente, y no picotear las fotos sin humanos, a pesar de las grandes diferencias en forma, tamaño y color de, por una parte, las personas retratadas, y por otra, de las fotos sin personas. En estudios realizados como seguimiento de estos, las palomas categorizaron otros objetos naturales, p.ej. árboles, y después del entrenamiento eran capaces de clasificar fotos que no habían visto antes, sin recibir recompensa. Se han llevado a cabo experimentos similares con categorías auditivas naturales, p.ej. cantos de aves. La fuente tampoco dice nada ni remotamente parecido. Qué vergüenza.
En los años 90 se consiguió que unas  palomas fueran capaces  de discriminar entre pinturas de Monet y de Picasso, e incluso de generalizar, por una parte, de Monet a Cezanne y Renoir, y por otro, de Picasso a Braque. Es decir, habían interiorizado las categorías de  "pintura impresionista" y "pintura cubista", demostrando así su facultad de asimilar no solo categorías naturales (personas, árboles) sino también categorías artificiales,  definidas por seres humanos.
Por este estudio, sus autores (Shigeru Watanabe, Junko Sakamoto y Masumi Wakita) fueron premiados con el Premio Ig Nobel de Psicología en 1995.

### Memoria
Se han aplicado las categorías desarrolladas para analizar la memoria en humanos: a corto y largo plazo, y memoria de trabajo, y se ha detectado que algunos de los fenómenos característicos de la memoria a corto plazo humana (efecto de posición serial) también se dan en animales, particularmente en monos. Sin embargo, la mayor parte del progreso se ha hecho en el análisis de la memoria espacial, en parte por estudios de psicología sobre la memoria espacial y el papel del hipocampo, y en parte por la observación de animales que almacenan alimentos diseminados, como el cascanueces de Clark, ciertos arrendajos, carboneros, y algunas ardillas, cuyos nichos ecológicos requieren recordar la localización de miles de escondites y a menudo con cambios radicales del entorno. 
En el Instituto de Investigación del Primate de la Universidad de Kioto se ha llevado a cabo un esfuerzo de investigación  que apunta hacia la comprensión de la cognición de los chimpancés. Como parte del Proyecto Ai,  Ayumu, un joven chimpancé de 6 años, participó en una serie de tareas de memoria a corto plazo, como recordar el orden secuencial de los números que se muestran en una pantalla táctil de ordenador. Su rendimiento en esta tarea fue superior al de los alumnos universitarios entrenados que se sometieron a la prueba en las mismas condiciones;  la conclusión es  que los chimpancés (o al menos los chimpancés jóvenes) tienen una mejor memoria de trabajo que los humanos adultos.

### Cognición espacial
La habilidad de desplazarse y la búsqueda visual son actividades críticas para muchos animales. La investigación en esta área se ha centrado en temas tan difusos como el uso de mojones y faros por hormigas y abejas, la codificación y uso de propiedades geométricas del ambiente por palomas, o la habilidad de las ratas de representar un patrón espacial en laberintos de brazo radial o cajas laberinto piscina.

### Uso de herramientas

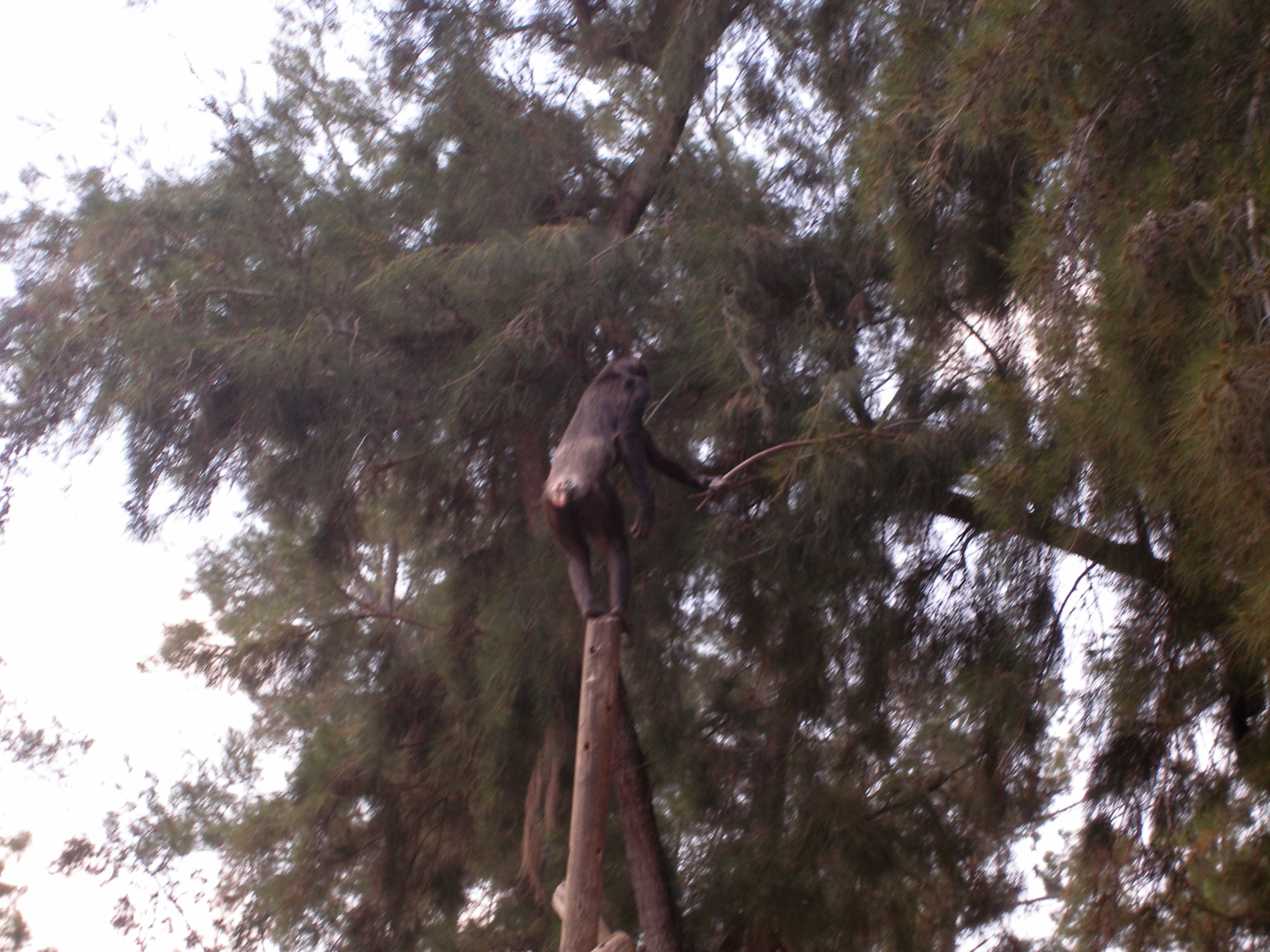
Chimpancé usando un palo para conseguir comida.

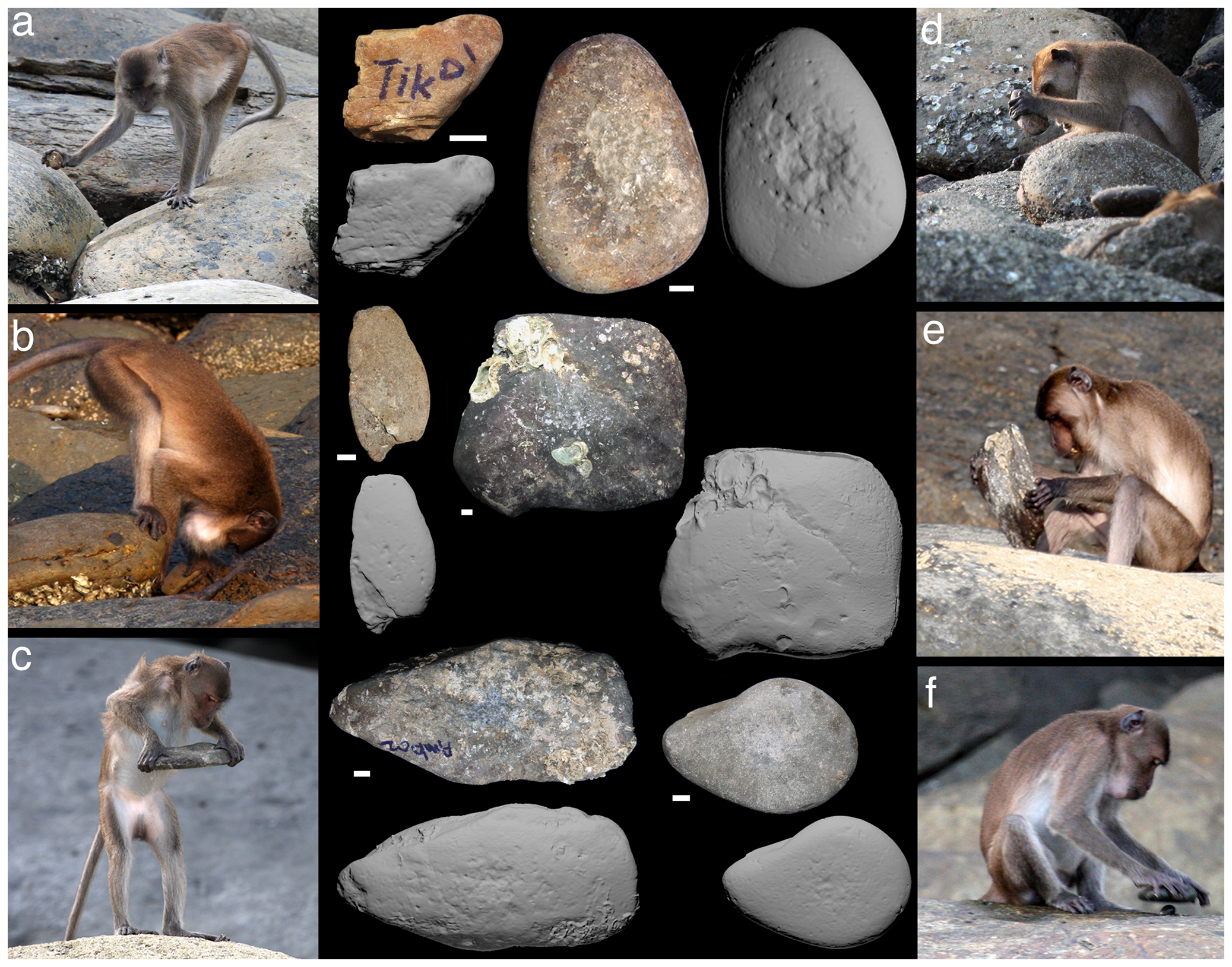
Uso de herramientas de piedra por macacos cangrejeros (Macaca fascicularis) en el parque nacional Laem Son en Tailandia.

Algunas especies, como el pinzón carpintero de las Galápagos, usan herramientas particulares como una parte esencial de su comportamiento de búsqueda de comida. Estos comportamientos suelen ser bastante inflexibles y no pueden ser aplicados de forma eficaz en situaciones nuevas. Sin embargo, se ha demostrado que animales como los grandes simios sí son capaces de hacer un uso más flexible de las herramientas, tanto en cautividad como en su medio natural:
- 1991: Jane Goodall documentó a chimpancés pescando termitas introduciendo ramitas en los agujeros de termiteros.[16]
- 2007: una investigación reveló que los chimpancés de la sabana de Fongoli (Senegal) utilizaban palos afilados como lanzas para cazar, lo cual se considera la primera prueba de uso sistemático de armas en una especie distinta a la humana.[17]
- Los monos capuchinos (género Cebus) utilizan, para cascar nueces, piedras que escogen y manejan con habilidad.[18]

Se ha conseguido enseñar a varias especies de córvidos a usar herramientas en experimentos controlados, o migas de pan como cebo para pescar, y se sabe que algunos cefalópodos usan cáscaras de cocos para protegerse o camuflarse.

### Razonamiento y solución de problemas
El estudio del uso de herramientas está muy ligado al de la capacidad de razonar y resolver problemas. Wolfgang Köhler observó que el modo en que los chimpancés solucionaban problemas como conseguir plátanos colocados fuera de su alcance, no era a través de ensayo y error sino claramente a propósito. Las soluciones espontáneas a problemas sin entrenamiento previo de los chimpancés, evidenciaron que los animales de determinados niveles evolutivos tienen razonamiento abstracto, visto también en grajos y cuervos de Nueva Caledonia. La línea de investigación de los estudios más recientes tiende a demostrar que se pueden encontrar comportamientos similares en animales aparentemente mucho menos inteligentes, si antes se les da el entrenamiento oportuno[cita requerida].

### Lenguaje
Además de los experimentos de lenguaje en primates mencionados anteriormente, ha habido otros intentos más o menos exitosos de enseñar el lenguaje o sistemas parecidos a animales no primates, como loros y picos picapinos. Louis Herman (Herman, Richards & Wolz, 1984) publicó un artículo en la revista Cognition sobre la comprensión de lenguaje artificial en los delfines Akeakamai y Phoenix usando métodos cognitivos. La comprensión del lenguaje se evaluó a través de observadores ciegos que analizaban el tosco comportamiento físico en vez de intentar interpretar la putativa producción de lenguaje. Los resultados de estas investigaciones causaron mucha controversia entre los lingüistas cognitivos.

### Conciencia
El caluroso debate sobre si los animales tienen conciencia o concepto de sí mismos está también relacionado con el concepto de mente en animales. En este campo es destacable la prueba del espejo diseñada por Gordon G. Gallup, en la que la piel de un animal se marca con un colorante que no se perciba, en un lugar de su cuerpo al que no tiene acceso visual, mientras está dormido o sedado y después se le permite ver su reflejo en un espejo. Si el animal dirige espontáneamente el acicalado hacia la marca se toma como indicativo de que es consciente de sí mismo. Según este criterio se ha referenciado autoconciencia en chimpancés y otros grandes simios, urraca europea, algunos cetáceos y un elefante solitario. La prueba ha atraído controversia ya que se centra únicamente en la vista, el sentido primario en humanos mientras que especies como el perro tienen más desarrollados los sentidos del olfato o el oído.
Algunos investigadores proponen que por escucha pasiva de un discurso es posible aprender los pensamientos de otra criatura y determinar que el hablante es consciente. Este procedimiento fue usado originalmente por Ruth Hirsch Weir en 1962 para investigar el discurso de su hijo antes de dormirse, y por Greenfield y otros en 1976 en sus investigaciones sobre el lenguaje temprano en niños, por lo que en las aves capaces de hablar este método abre una nueva puerta a la investigación.
La Declaración de Cambridge sobre la Conciencia afirma que la gran mayoría de animales no humanos tienen conciencia.

### Matemáticas
Algunos animales distinguen entre distintas cantidades y utilizan contabilidad rudimentaria. Se sabe que los elefantes realizan aritmética simple y los monos Rhesus saben contar. Las hormigas usan valores cuantitativos y saben trasmitir esta información; de hecho, las hormigas de varias especies son capaces de estimar con bastante precisión el número de encuentros con miembros de otras colonias en sus territorios de alimentación.

## Facultad cognitiva
Mucha gente piensa que animales como los grandes simios, cuervos, delfines, elefantes, perros, gatos, cerdos, ratas y loros, son más inteligentes que otras especies. De hecho, en el folklore de muchas culturas se atribuye a los cuervos una inteligencia parecida a la humana, y las encuestas de un estudio reciente han demostrado la consistencia de estos ránquines entre gente de una determinada cultura y su considerable alcance a través de las culturas.
La imagen característica es la scala naturae, la escalera de la naturaleza en la que los animales de distintas especies ocupan niveles más altos sucesivamente, con los humanos típicamente en lo más alto. Un enfoque más útil ha reconocido que los diferentes animales pueden tener diferentes tipos de procesos cognitivos, que se entienden mejor desde el modo en que están cognitivamente adaptados a sus diferentes nichos ecológicos que posicionándolos por cualquier tipo de jerarquía.(Shettleworth; Reznikova, 2007).
Una pregunta que puede ser respondida coherentemente es saber lo lejos que las distintas especies están en inteligencia de los humanos, es decir, lo que sus procesos cognitivos se parecen a los nuestros. No es sorprendente que los más relacionados evolutivamente, los grandes simios, suelan quedar entre los mejores en estas valoraciones, y entre las aves, generalmente los córvidos y los loros suelen salir bien. Pero a pesar de las ambiciosas argumentaciones, las pruebas de inteligencia no muy alta en cetáceos están incompletas, en parte porque el coste y la dificultad de realizar investigación con mamíferos marinos significa que los experimentos se realizan en pequeñas muestras, con controles inadecuados y son difíciles de replicar. También se ha probado que los pulpos muestran un alto nivel en habilidades como el uso de herramientas, pero la cantidad de estudios de este tipo todavía es bastante limitada.

## Evidencia experimental en contra de la cognición animal
Varios experimentos realizados a principios del siglo XX no pueden conciliarse fácilmente con la creencia de que algunas especies animales son inteligentes, perspicaces o poseen teoría de la mente.
Jean-Henri Fabre (1823-1915), sentando las bases para todos los experimentos posteriores de este tipo, argumentó que los insectos "obedecen a un instinto imperioso, sin darse cuenta de lo que hacen". Por ejemplo, para una avispa de arena, comprender que  puede agarrar su presa paralizada por una pata en lugar de una antena está mucho más allá de sus facultades".   "Sus acciones son como una serie de ecos, cada uno de los cuales despierta al siguiente en un orden establecido, lo que no permite que ninguno suene hasta que haya sonado el anterior ". Los numerosos experimentos de Fabre lo llevaron, a su vez, a opinar que los científicos a menudo intentan" exaltar a los animales" en lugar de estudiarlos objetivamente.
Las observaciones de C. Lloyd Morgan (1852-1936) le sugirieron que el comportamiento de animales que parece inteligente a la primera vista, generalmente es el resultado o de instintos o de prueba y error. Por ejemplo, la mayoría de los visitantes que vieron al perro de Morgan levantar suavemente el pasador con la parte posterior de la cabeza (y, por lo tanto, abrir una puerta del jardín y escapar) estaban convencidos de que las acciones del perro implicaban pensamiento. Morgan, sin embargo, observó cuidadosamente las acciones previas, aleatorias y sin propósito del perro y argumentó que involucraban "prueba y fracaso continuos, hasta que se alcanza un efecto feliz", en lugar de "planificación metódica".
E.L. Thorndike (1874 –1949) colocó gatos y perros hambrientos en recintos "de los que podían escapar por algún simple acto, como tirar de un lazo de cordón". El comportamiento de los animales le sugirió que no "poseían el poder de la racionalidad ". Thorndike escribió que la mayoría de los libros sobre comportamiento animal "no nos dan una psicología, sino un elogio de los animales ".
Aunque los experimentos de Wolfgang Köhler a menudo se citan como apoyo de la hipótesis de la cognición animal, su libro está repleto de contraejemplos. Por ejemplo, colocó a los chimpancés en una situación en la que solo podían obtener plátanos quitando una caja. El chimpancé, observó Köhler, “tiene dificultades especiales para resolver tales problemas; a menudo recurre a una situación con las herramientas más extrañas y distantes, y adopta los métodos más peculiares, en lugar de eliminar un obstáculo simple que podría desplazarse con perfecta facilidad ".
Daniel J Povinelli y Timothy Eddy de la Universidad de Luisiana, EE. UU. demostraron que los chimpancés eran tan propensos a pedir comida a una persona que podía ver el gesto de mendicidad como a una persona que no podía verlo, lo que aumenta la posibilidad de que los chimpancés no entiendan que la gente ve.
Moty Nissani, de la Universidad Estatal de Wayne, EE. UU., entrenó a los elefantes Asiáticos para levantar una tapa con el fin de recuperar un pedazo de su comida favorita dentro de un balde. Luego colocó la tapa en el suelo junto al balde (donde ya no obstruía el acceso a la comida) mientras que la comida se colocaba simultáneamente dentro del balde. Todos los elefantes continuaron levando la tapa, que ya no era un obstáculo, antes de recuperar la recompensa, lo que sugiere que los elefantes no captan relaciones causales simples.